# Contea di Clinch
La contea di Clinch (in inglese Clinch County) è una contea dello Stato della Georgia, negli Stati Uniti. La popolazione al censimento del 2000 era di 6 878 abitanti. Il capoluogo di contea è Homerville.